# اتحادیه جامعه ملل
اتحادیه جامعه ملل (انگلیسی: League of Nations Union) یا به اختصار LNU
سازمانی بود که در اکتبر ۱۹۱۸ در بریتانیا به منظور توسعهٔ عدالت بین‌المللی، امنیت دسته‌جمعی و صلحی دائمی بین ملل بنابر ایده‌آل‌های جامعه ملل تأسیس شد. جامعه ملل را قدرت بزرگ جهانی به‌عنوان بخشی از کنفرانس صلح پاریس (۱۹۱۹) در پی جنگ جهانی اول بنیانگذاری کرده بودند. ساخت شورای عمومی از ملل آخرین اصل از اصول چهارده‌گانه ویلسون بود. اتحادیه جامعه ملل مبدل به بزرگترین و تاثیرگذارترین سازمان در جنبش صلح بریتانیا شد. و تا میانهٔ دههٔ ۱۹۲۰ بیش از ربع میلیون عضو داشت و تعداد اعضایش در ۱۹۳۱ به ۴۰۷٬۷۷۵ رسید. در دههٔ ۱۹۴۰ پس از ناامیدی‌ها و بحران‌های بین‌المللی دههٔ ۱۹۳۰ و شعله‌ور شدن آتش جنگ جهانی دوم تعداد اعضایش به ۱۰۰٬۰۰۰ نفر کاهش یافت.